# Sphaerillodillo
Sphaerillodillo är ett släkte av kräftdjur. Sphaerillodillo ingår i familjen Armadillidae.
Kladogram enligt Catalogue of Life:
| Sphaerillodillo | \| \| Sphaerillodillo conisaleus \| \| \| \| \| \| Sphaerillodillo pubescens \| \| \| \| |
|                 | \| \| Sphaerillodillo conisaleus \| \| \| \| \| \| Sphaerillodillo pubescens \| \| \| \| |
|                 | Sphaerillodillo conisaleus                                                               |
|                 |                                                                                          |
|                 | Sphaerillodillo pubescens                                                                |
|                 |                                                                                          |